# Zhijidong
Zhijidong (chinesisch 织机洞遗址, Pinyin Zhījīdòng yízhǐ, englisch Zhijidong Cave site) ist eine paläolithische Höhlenstätte auf dem Gebiet der kreisfreien Stadt Xinyang im Verwaltungsgebiet der bezirksfreien Stadt Zhengzhou, Provinz Henan, Volksrepublik China (6-126). Die Stätte wurde 1985 entdeckt und 1990 zum ersten Mal ausgegraben. Es wurden über 6.000 Steinartefakte entdeckt.
Die Zhijidong-Stätte steht seit 2006 auf der Liste der Denkmäler der Volksrepublik China.